# Monopol-Siedlung

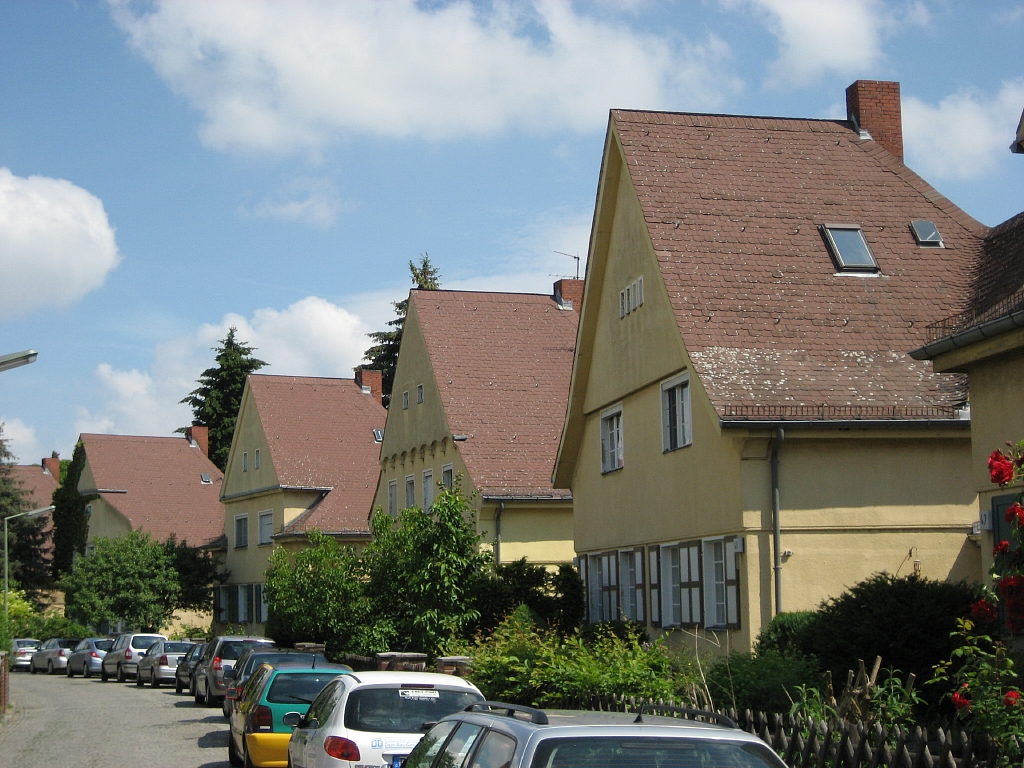
Monopol-Siedlung, Juni 2009

Die Monopol-Siedlung ist eine unter Denkmalschutz stehende Wohnsiedlung im Berliner Ortsteil Mariendorf, die zwischen 1922 und 1923 nach Plänen von Wolfgang Binder errichtet wurde. Sie erhielt ihren Namen nach der damals in Berlin-Tempelhof befindlichen Reichsmonopolverwaltung (heute: Bundesmonopolverwaltung für Branntwein), die eine Siedlung für ihre Beamten und Angestellten benötigte. Bauherr war die Beamten-Baugesellschaft der Reichsmonopolverwaltung.
Die Siedlung befindet sich in der Monopolstraße zwischen Ullstein- und Eisenacher Straße. Zu ihr gehören die Häuser Monopolstraße 12–37, 46–87, Finkenweg 1–4, Lerchenweg 10–31, Schwalbenweg 1/2 und Ullsteinstraße 113–119. Bindner nutzte für die Siedlung im Wesentlichen vier Haustypen, die teilweise so gedreht wurden, dass ein abwechslungsreicher Gesamteindruck der Siedlung entstand.